# Paracyclopina nana
Paracyclopina nana – gatunek widłonoga z rodziny Cyclopettidae. Nazwa naukowa tego gatunku skorupiaków została opublikowana w 1935 roku przez radzieckiego zoologa Siergieja Smirnowa.